# NGC 3711
NGC 3711 est une galaxie spirale intermédiaire (barrée ?) située dans la constellation de la Coupe. NGC 3711 a été découverte par l'astronome américain Francis Leavenworth en 1886.

## Caractéristiques
Sa vitesse par rapport au fond diffus cosmologique est de 4 350 ± 28 km/s, ce qui correspond à une distance de Hubble de 64,2 ± 4,5 Mpc (∼209 millions d'al).